# چلتنهام
چلتنهام (به انگلیسی: Cheltenham) شهری واقع در شهرستان گلاسترشایر کشور انگلستان محسوب می‌شود. جمعیت این شهر در سال ۱۹۹۱ میلادی برابر با ۹۱٫۳۰۱ نفر بوده‌است. جمعیت این شهر در سال ۲۰۱۱ میلادی به بیش از ۱۱۳ هزار نفر رسیده‌است. میزان رشد سالانهٔ جمعیت چلتنهام به‌طور متوسط حدود ‎۰٫۶۶ درصد تخمین زده شده‌است. بیش از ۸۷٫۵ درصد از جمعیت این شهر را بریتانیایی‌های سفیدپوست تشکیل می‌دهند.